# Finales NBA 2007
Navigation
Finales 2006 Finales 2008
Les finales NBA 2007 sont la dernière série de matchs de la saison 2006-2007 de la NBA et la conclusion des séries éliminatoires (playoffs) de la saison. Le champion de la conférence Est, les Cavaliers de Cleveland rencontrent le champion de la conférence Ouest, les Spurs de San Antonio. San Antonio possède l'avantage du terrain. Tony Parker a été élu MVP des Finales pour la première fois, devenant ainsi le premier joueur européen de l'histoire de la NBA à devenir MVP des Finales.

## Contexte

### Spurs de San Antonio
La saison précédente a vu les Spurs de San Antonio abandonner un septième match déchirant à domicile contre le rival des Mavericks de Dallas en demi-finales de conférence. Au début de la nouvelle saison, les Spurs ont vu les Mavericks terminer devant eux au terme de la saison régulière. Pendant ce temps, les Spurs ont lutté pendant leur saison jusqu’en janvier. Alors que Dallas et les Suns de Phoenix étaient les principales cibles, les Spurs se sont retrouvés sous le radar. Une remontée tardive de la saison a donné lieu à un bilan de 58-24, ce qui est suffisant pour la troisième place de la conférence Ouest.
Dans les playoffs, les Spurs ont rencontré les Nuggets de Denver et leur duo composé d'Allen Iverson et Carmelo Anthony. Les Nuggets ont remporté le match 1, mais les Spurs ont remporté 4 victoires consécutives pour remporter la série en cinq matchs. Alors que San Antonio s’apprêtait à affronter les Suns en demi-finale, les Mavericks classés 1er ont subi une élimination étonnante aux mains des Warriors de Golden State. Avec la disparition des Mavericks, les enjeux de la série Suns-Spurs ont grimpé en flèche, et c’était une série très compétitive et controversée.
Les Suns avaient l’avantage du terrain, mais cela n’a pas duré le match passé 1. Dans une bataille chaudement disputée des poids lourds de la conférence Ouest, chaque équipe a essayé de donner un coup de KO. Il a été forcé d’attendre les 45 dernières secondes et de regarder les Spurs gagner, 111-106. Le match 2 a vu les Suns rebondir et battre les Spurs, 101-81. Le match 3 est revenu à San Antonio et a vu un retour du jeu physique, avec Manu Ginóbili avec un œil meurtri et ensanglanté et Bruce Bowen assénant un coup de genou dans l’aine de Steve Nash. Tim Duncan a mené les Spurs à une victoire 108-101.
Les matchs 4 et 5 ont été les plus controversés de la série. Les Spurs, après avoir été en contrôle dans le match 4, ont vu leur avance de 11 points au quatrième quart-temps diminuer à une avance de 2 points pour Suns. À 18 secondes de la fin, Robert Horry a poussé violemment Nash sur la table des marqueurs. Les coéquipiers de Nash ont accouru à sa défense; pendant l’altercation qui a suivi, Amar'e Stoudemire et Boris Diaw ont quitté le banc. Leur action a violé les règles de la NBA, et le commissaire de la ligue David Stern a suspendu les deux joueurs pour le match 5. Horry a également été suspendu deux matchs pour sa faute flagrante sur Nash. Dans le match 5, à Phoenix, les Suns en désavantage numérique ont rapidement pris une avance de 16 points, mais après le revers du match 4, les Spurs sont revenus dans les dernières secondes et ont remporté le match 88-85, donnant à San Antonio une avance de 3-2 dans la série.
Les Spurs ont remporté le match 6 de la série 114-106 à San Antonio, les envoyant à leur cinquième finale de conférence depuis 1999, où ils ont battu le Jazz de l'Utah en cinq matchs pour accéder à la quatrième finale NBA de la franchise.

### Cavaliers de Cleveland
Lors des playoffs 2007, les Cavaliers détenaient l’avantage du terrain contre les Wizards de Washington, qu'ils ont éliminé après les blessures de Gilbert Arenas et Caron Butler. Lors de la demi-finale, les Cavaliers ont affronté les Nets du New Jersey. Encore une fois, les Cavaliers ont eu l’avantage du terrain, et ont battu les Nets en 6 matchs. Les Cavaliers ont accédé à la finale de la conférence Est pour la troisième fois seulement dans l’histoire de la franchise et ont affronté un ennemi familier : les Pistons de Detroit, l'équipe numéro une de la conférence Est, avec l'avantage du terrain. Les attentes étaient élevées après une série de 7 matchs l’année précédente et les deux équipes n’ont pas déçu.
Les deux premiers matchs ont été serrés et ont vu Cleveland chuter 79 à 76. Avec un déficit de 0-2 dans la série, les projecteurs sont revenus sur Cleveland et LeBron James. Les Cavaliers remportent les deux matchs à domicile 88-82 et 91-87 respectivement. Pour le match 5, la série est retournée à Detroit et a produit l’un des plus grands moments de l’histoire de la NBA.
À 6:14 du terme, James a repris le jeu. Il a marqué 11 des 12 derniers points pour terminer le temps réglementaire à égalité 91-91. Dans la première prolongation, James a marqué les neuf points des Cavaliers, terminant la période à égalité 100-100. Dans la deuxième prolongation, James a de nouveau marqué les neuf points de l’équipe pour gagner, 109-107. Ainsi, dans les 16 dernières minutes de jeu, James a marqué 29 des 30 derniers points des Cavaliers, ainsi que tous les points de la prolongation.
Les Cavaliers ont battu les Pistons à domicile dans le match 6 de la finale de la conférence Est pour gagner leur premier ticket à la finale de la NBA. Cleveland est devenue la troisième équipe de l’histoire de la NBA à remporter une finale de conférence avoir été mené 2-0.

## Lieux des compétitions
Les deux salles pour le tournoi ces finales sont : la Quicken Loans Arena de Cleveland et l'AT&T Center de San Antonio.
| San Antonio           | \| Cleveland San Antonio \| | Cleveland           |
| AT&T Center           | \| Cleveland San Antonio \| | Quicken Loans Arena |
| Capacité: 18 418      | \| Cleveland San Antonio \| | Capacité: 20 562    |
| SBC Center            | \| Cleveland San Antonio \| | Quicken Loans Arena |
| Cleveland San Antonio |                             |                     |

## Résumé de la saison régulière
Les huit premiers de chaque conférence sont qualifiés pour les playoffs.
| Champion de division | Qualifié pour les playoffs | Non qualifié pour les playoffs |

### Par conférence
| Conférence Est | Conférence Est         | Conférence Est | Conférence Est | Conférence Est |
| No             | Franchise              | Vic.           | Déf.           | PCT            |
| -------------- | ---------------------- | -------------- | -------------- | -------------- |
| 1              | Pistons de Détroit     | 53             | 29             | 64.6           |
| 2              | Cavaliers de Cleveland | 50             | 32             | 61.0           |
| 3              | Raptors de Toronto     | 47             | 35             | 57.3           |
| 4              | Heat de Miami          | 44             | 38             | 53.7           |
| 5              | Bulls de Chicago       | 49             | 33             | 59.8           |
| 6              | Nets du New Jersey     | 41             | 41             | 50.0           |
| 7              | Wizards de Washington  | 41             | 41             | 50.0           |
| 8              | Magic d'Orlando        | 40             | 42             | 48.8           |
|                |                        |                |                |                |
| 9              | 76ers de Philadelphie  | 35             | 47             | 42.7           |
| 10             | Pacers de l'Indiana    | 35             | 47             | 42.7           |
| 11             | Knicks de New York     | 33             | 49             | 40.2           |
| 12             | Bobcats de Charlotte   | 33             | 49             | 40.2           |
| 13             | Hawks d'Atlanta        | 30             | 52             | 36.6           |
| 14             | Bucks de Milwaukee     | 28             | 54             | 34.1           |
| 15             | Celtics de Boston      | 24             | 58             | 29.3           |

| Conférence Ouest | Conférence Ouest                             | Conférence Ouest | Conférence Ouest | Conférence Ouest |
| No               | Franchise                                    | Vic.             | Déf.             | PCT              |
| ---------------- | -------------------------------------------- | ---------------- | ---------------- | ---------------- |
| 1                | Mavericks de Dallas                          | 67               | 15               | 81.7             |
| 2                | Suns de Phoenix                              | 61               | 21               | 74.4             |
| 3                | Spurs de San Antonio                         | 58               | 24               | 70.7             |
| 4                | Jazz de l'Utah                               | 51               | 31               | 62.2             |
| 5                | Rockets de Houston                           | 52               | 30               | 63.4             |
| 6                | Nuggets de Denver                            | 45               | 37               | 54.9             |
| 7                | Lakers de Los Angeles                        | 42               | 40               | 51.2             |
| 8                | Warriors du Golden State                     | 42               | 40               | 51.2             |
|                  |                                              |                  |                  |                  |
| 9                | Clippers de Los Angeles                      | 40               | 42               | 48.8             |
| 10               | Hornets de La Nouvelle-Orléans/Oklahoma City | 39               | 43               | 47.6             |
| 11               | Kings de Sacramento                          | 33               | 49               | 40.2             |
| 12               | Trail Blazers de Portland                    | 32               | 50               | 39.0             |
| 13               | Timberwolves du Minnesota                    | 32               | 50               | 39.0             |
| 14               | SuperSonics de Seattle                       | 31               | 51               | 37.8             |
| 15               | Grizzlies de Memphis                         | 22               | 60               | 26.8             |

C - Champions NBA

### Tableau des playoffs
|  | 1er tour         | 1er tour                 | 1er tour               |   |                        | Demi-finales de Conférence | Demi-finales de Conférence | Demi-finales de Conférence |  |   | Finales de Conférence | Finales de Conférence | Finales de Conférence |  |    | Finales NBA            | Finales NBA | Finales NBA |
|  |                  |                          |                        |   |                        |                            |                            |                            |  |   |                       |                       |                       |  |    |                        |             |             |
|  | 1                | Pistons de Détroit       | 4                      |   |                        |                            |                            |                            |  |   |                       |                       |                       |  |    |                        |             |             |
|  | 8                | Magic d'Orlando          | 0                      |   |                        |                            |                            |                            |  |   |                       |                       |                       |  |    |                        |             |             |
|  | 8                | Magic d'Orlando          | 0                      |   | 1                      | Pistons de Détroit         | 4                          |                            |  |   |                       |                       |                       |  |    |                        |             |             |
|  |                  |                          |                        |   | 1                      | Pistons de Détroit         | 4                          |                            |  |   |                       |                       |                       |  |    |                        |             |             |
|  |                  | 5                        | Bulls de Chicago       | 2 |                        |                            |                            |                            |  |   |                       |                       |                       |  |    |                        |             |             |
|  | 4                | 5                        | Bulls de Chicago       | 2 | Heat de Miami          | 0                          |                            |                            |  |   |                       |                       |                       |  |    |                        |             |             |
|  | 4                |                          |                        |   | Heat de Miami          | 0                          |                            |                            |  |   |                       |                       |                       |  |    |                        |             |             |
|  | 5                | Bulls de Chicago         | 4                      |   |                        |                            |                            |                            |  |   |                       |                       |                       |  |    |                        |             |             |
|  | 5                | Bulls de Chicago         | 4                      |   |                        |                            |                            |                            |  | 1 | Pistons de Détroit    | 2                     |                       |  |    |                        |             |             |
|  | Conférence Est   |                          |                        |   |                        |                            |                            |                            |  | 1 | Pistons de Détroit    | 2                     |                       |  |    |                        |             |             |
|  |                  | 2                        | Cavaliers de Cleveland | 4 |                        |                            |                            |                            |  |   |                       |                       |                       |  |    |                        |             |             |
|  | 2                | 2                        | Cavaliers de Cleveland | 4 | Cavaliers de Cleveland | 4                          |                            |                            |  |   |                       |                       |                       |  |    |                        |             |             |
|  | 2                |                          |                        |   | Cavaliers de Cleveland | 4                          |                            |                            |  |   |                       |                       |                       |  |    |                        |             |             |
|  | 7                | Wizards de Washington    | 0                      |   |                        |                            |                            |                            |  |   |                       |                       |                       |  |    |                        |             |             |
|  | 7                | Wizards de Washington    | 0                      |   | 2                      | Cavaliers de Cleveland     | 4                          |                            |  |   |                       |                       |                       |  |    |                        |             |             |
|  |                  |                          |                        |   | 2                      | Cavaliers de Cleveland     | 4                          |                            |  |   |                       |                       |                       |  |    |                        |             |             |
|  |                  | 6                        | Nets du New Jersey     | 2 |                        |                            |                            |                            |  |   |                       |                       |                       |  |    |                        |             |             |
|  | 3                | 6                        | Nets du New Jersey     | 2 | Raptors de Toronto     | 2                          |                            |                            |  |   |                       |                       |                       |  |    |                        |             |             |
|  | 3                |                          |                        |   | Raptors de Toronto     | 2                          |                            |                            |  |   |                       |                       |                       |  |    |                        |             |             |
|  | 6                | Nets du New Jersey       | 4                      |   |                        |                            |                            |                            |  |   |                       |                       |                       |  |    |                        |             |             |
|  | 6                | Nets du New Jersey       | 4                      |   |                        |                            |                            |                            |  |   |                       |                       |                       |  | E2 | Cavaliers de Cleveland | 0           |             |
|  |                  |                          |                        |   |                        |                            |                            |                            |  |   |                       |                       |                       |  | E2 | Cavaliers de Cleveland | 0           |             |
|  |                  | W3                       | Spurs de San Antonio   | 4 |                        |                            |                            |                            |  |   |                       |                       |                       |  |    |                        |             |             |
|  | 1                | W3                       | Spurs de San Antonio   | 4 | Mavericks de Dallas    | 2                          |                            |                            |  |   |                       |                       |                       |  |    |                        |             |             |
|  | 1                |                          |                        |   | Mavericks de Dallas    | 2                          |                            |                            |  |   |                       |                       |                       |  |    |                        |             |             |
|  | 8                | Warriors de Golden State | 4                      |   |                        |                            |                            |                            |  |   |                       |                       |                       |  |    |                        |             |             |
|  | 8                | Warriors de Golden State | 4                      |   | 8                      | Warriors de Golden State   | 1                          |                            |  |   |                       |                       |                       |  |    |                        |             |             |
|  |                  |                          |                        |   | 8                      | Warriors de Golden State   | 1                          |                            |  |   |                       |                       |                       |  |    |                        |             |             |
|  |                  | 4                        | Jazz de l'Utah         | 4 |                        |                            |                            |                            |  |   |                       |                       |                       |  |    |                        |             |             |
|  | 4                | 4                        | Jazz de l'Utah         | 4 | Jazz de l'Utah         | 4                          |                            |                            |  |   |                       |                       |                       |  |    |                        |             |             |
|  | 4                |                          |                        |   | Jazz de l'Utah         | 4                          |                            |                            |  |   |                       |                       |                       |  |    |                        |             |             |
|  | 5                | Rockets de Houston       | 3                      |   |                        |                            |                            |                            |  |   |                       |                       |                       |  |    |                        |             |             |
|  | 5                | Rockets de Houston       | 3                      |   |                        |                            |                            |                            |  | 4 | Jazz de l'Utah        | 1                     |                       |  |    |                        |             |             |
|  | Conférence Ouest |                          |                        |   |                        |                            |                            |                            |  | 4 | Jazz de l'Utah        | 1                     |                       |  |    |                        |             |             |
|  |                  | 3                        | Spurs de San Antonio   | 4 |                        |                            |                            |                            |  |   |                       |                       |                       |  |    |                        |             |             |
|  | 2                | 3                        | Spurs de San Antonio   | 4 | Suns de Phoenix        | 4                          |                            |                            |  |   |                       |                       |                       |  |    |                        |             |             |
|  | 2                |                          |                        |   | Suns de Phoenix        | 4                          |                            |                            |  |   |                       |                       |                       |  |    |                        |             |             |
|  | 7                | Lakers de Los Angeles    | 1                      |   |                        |                            |                            |                            |  |   |                       |                       |                       |  |    |                        |             |             |
|  | 7                | Lakers de Los Angeles    | 1                      |   | 2                      | Suns de Phoenix            | 2                          |                            |  |   |                       |                       |                       |  |    |                        |             |             |
|  |                  |                          |                        |   | 2                      | Suns de Phoenix            | 2                          |                            |  |   |                       |                       |                       |  |    |                        |             |             |
|  |                  | 3                        | Spurs de San Antonio   | 4 |                        |                            |                            |                            |  |   |                       |                       |                       |  |    |                        |             |             |
|  | 3                | 3                        | Spurs de San Antonio   | 4 | Spurs de San Antonio   | 4                          |                            |                            |  |   |                       |                       |                       |  |    |                        |             |             |
|  | 3                |                          |                        |   | Spurs de San Antonio   | 4                          |                            |                            |  |   |                       |                       |                       |  |    |                        |             |             |
|  | 6                | Nuggets de Denver        | 1                      |   |                        |                            |                            |                            |  |   |                       |                       |                       |  |    |                        |             |             |

### Face à face en saison régulière
Les Spurs et les Cavaliers se sont rencontrés 2 fois. Les Cavaliers ont remporté les deux confrontations.
| Match | Date            | Équipe à domicile      | Score | Équipe à l'extérieur   |
| ----- | --------------- | ---------------------- | ----- | ---------------------- |
| 1     | 3 novembre 2006 | Spurs de San Antonio   | 81-88 | Cavaliers de Cleveland |
| 2     | 2 janvier 2007  | Cavaliers de Cleveland | 92-78 | Spurs de San Antonio   |

## Formule
Pour les séries finales la franchise gagnante est la première à remporter quatre victoires, soit un minimum de quatre matchs et un maximum de sept. Les rencontres se déroulent dans l'ordre suivant :
| Match | Recevant       | Match | Recevant       | Match | Recevant        | Match | Recevant        |
| ----- | -------------- | ----- | -------------- | ----- | --------------- | ----- | --------------- |
| 1     | Meilleur bilan | 2     | Meilleur bilan | 3     | Moins bon bilan | 4     | Moins bon bilan |

| Match | Recevant        | Match | Recevant       | Match | Recevant       |
| ----- | --------------- | ----- | -------------- | ----- | -------------- |
| 5     | Moins bon bilan | 6     | Meilleur bilan | 7     | Meilleur bilan |

## Les Finales

### Match 1
| 7 juin | Recap [vidéo] « Temps forts », sur YouTube | Cavaliers de Cleveland 76, Spurs de San Antonio 85 | Cavaliers de Cleveland 76, Spurs de San Antonio 85 | Cavaliers de Cleveland 76, Spurs de San Antonio 85 |  | AT&T Center, San Antonio Affluence : 18,797 Arbitres : - No. 41 Ken Mauer - No. 14 Mike Callahan - No. 29 Steve Javie | ABC |
| 7 juin | Recap [vidéo] « Temps forts », sur YouTube | Score par quart-temps : 15–20, 20–20, 14–24, 27–21 |                                                    |                                                    |  | AT&T Center, San Antonio Affluence : 18,797 Arbitres : - No. 41 Ken Mauer - No. 14 Mike Callahan - No. 29 Steve Javie | ABC |
| 7 juin | Recap [vidéo] « Temps forts », sur YouTube | Gibson 16 James 7 James, Gibson 4                  | Points Rebonds Passes d.                           | Parker 27 Duncan 13 Parker 7                       |  | AT&T Center, San Antonio Affluence : 18,797 Arbitres : - No. 41 Ken Mauer - No. 14 Mike Callahan - No. 29 Steve Javie | ABC |
| 7 juin | Recap [vidéo] « Temps forts », sur YouTube | San Antonio mène la série 1-0                      |                                                    |                                                    |  | AT&T Center, San Antonio Affluence : 18,797 Arbitres : - No. 41 Ken Mauer - No. 14 Mike Callahan - No. 29 Steve Javie | ABC |

### Match 2
| 10 juin | Recap [vidéo] « Temps forts », sur YouTube | Cavaliers de Cleveland 92, Spurs de San Antonio 103 | Cavaliers de Cleveland 92, Spurs de San Antonio 103 | Cavaliers de Cleveland 92, Spurs de San Antonio 103 |  | AT&T Center, San Antonio Affluence : 18,797 Arbitres : - No. 27 Dick Bavetta - No. 6 Jim Clark - No. 14 Joe DeRosa | ABC |
| 10 juin | Recap [vidéo] « Temps forts », sur YouTube | Score par quart-temps : 17–28, 16–30, 29–31, 30–14  |                                                     |                                                     |  | AT&T Center, San Antonio Affluence : 18,797 Arbitres : - No. 27 Dick Bavetta - No. 6 Jim Clark - No. 14 Joe DeRosa | ABC |
| 10 juin | Recap [vidéo] « Temps forts », sur YouTube | James 25 Varejão 10 James 6                         | Points Rebonds Passes d.                            | Parker 30 Duncan, Horry 9 Duncan 8                  |  | AT&T Center, San Antonio Affluence : 18,797 Arbitres : - No. 27 Dick Bavetta - No. 6 Jim Clark - No. 14 Joe DeRosa | ABC |
| 10 juin | Recap [vidéo] « Temps forts », sur YouTube | San Antonio mène la série 2-0                       |                                                     |                                                     |  | AT&T Center, San Antonio Affluence : 18,797 Arbitres : - No. 27 Dick Bavetta - No. 6 Jim Clark - No. 14 Joe DeRosa | ABC |

### Match 3
| 12 juin | Recap [vidéo] « Temps forts », sur YouTube | Spurs de San Antonio 75, Cavaliers de Cleveland 72 | Spurs de San Antonio 75, Cavaliers de Cleveland 72 | Spurs de San Antonio 75, Cavaliers de Cleveland 72 |  | Quicken Loans Arena, Cleveland Affluence : 20,562 Arbitres : - No. 7 Bernie Fryer - No. 26 Bob Delaney - No. 43 Dan Crawford | ABC |
| 12 juin | Recap [vidéo] « Temps forts », sur YouTube | Score par quart-temps : 16–18, 24–20, 15–12, 20–22 |                                                    |                                                    |  | Quicken Loans Arena, Cleveland Affluence : 20,562 Arbitres : - No. 7 Bernie Fryer - No. 26 Bob Delaney - No. 43 Dan Crawford | ABC |
| 12 juin | Recap [vidéo] « Temps forts », sur YouTube | Parker 17 Duncan, Bowen 9 Ginóbili 5               | Points Rebonds Passes d.                           | James 25 Ilgauskas 18 James 7                      |  | Quicken Loans Arena, Cleveland Affluence : 20,562 Arbitres : - No. 7 Bernie Fryer - No. 26 Bob Delaney - No. 43 Dan Crawford | ABC |
| 12 juin | Recap [vidéo] « Temps forts », sur YouTube | San Antonio mène la série 3-0                      |                                                    |                                                    |  | Quicken Loans Arena, Cleveland Affluence : 20,562 Arbitres : - No. 7 Bernie Fryer - No. 26 Bob Delaney - No. 43 Dan Crawford | ABC |

### Match 4
| 14 juin | Recap [vidéo] « Temps forts », sur YouTube | Spurs de San Antonio 83, Cavaliers de Cleveland 82 | Spurs de San Antonio 83, Cavaliers de Cleveland 82 | Spurs de San Antonio 83, Cavaliers de Cleveland 82 |  | Quicken Loans Arena, Cleveland Affluence : 20,562 Arbitres : - No. 15 Bennett Salvatore - No. 45 Joe Forte - No. 32 Eddie F. Rush | ABC |
| 14 juin | Recap [vidéo] « Temps forts », sur YouTube | Score par quart-temps : 19–20, 20–14, 21–18, 23–30 |                                                    |                                                    |  | Quicken Loans Arena, Cleveland Affluence : 20,562 Arbitres : - No. 15 Bennett Salvatore - No. 45 Joe Forte - No. 32 Eddie F. Rush | ABC |
| 14 juin | Recap [vidéo] « Temps forts », sur YouTube | Ginóbili 27 Duncan 15 Ginóbili 5                   | Points Rebonds Passes d.                           | James 24 Ilgauskas 13 James 10                     |  | Quicken Loans Arena, Cleveland Affluence : 20,562 Arbitres : - No. 15 Bennett Salvatore - No. 45 Joe Forte - No. 32 Eddie F. Rush | ABC |
| 14 juin | Recap [vidéo] « Temps forts », sur YouTube | San Antonio remporte la série 4-0                  |                                                    |                                                    |  | Quicken Loans Arena, Cleveland Affluence : 20,562 Arbitres : - No. 15 Bennett Salvatore - No. 45 Joe Forte - No. 32 Eddie F. Rush | ABC |

## Équipes

### Spurs de San Antonio
| Effectif des Spurs de San Antonio 2006-2007 |
| --- |
| 2 Melvin Ely • 4 Michael Finley • 5 Robert Horry • 7 Fabricio Oberto • 9 Tony Parker (MVP Finales) • 11 Jacque Vaughn • 12 Bruce Bowen • 14 Beno Udrih • 15 Matt Bonner • 16 Francisco Elson • 17 Brent Barry • 20 Manu Ginóbili • 21 Tim Duncan • 33 James White • 45 Jackie Butler Entraîneur : Gregg Popovich |

### Cavaliers de Cleveland
| Effectif des Cavaliers de Cleveland 2006-2007 |
| --- |
| 1 Daniel Gibson • 3 Aleksandar Pavlović • 4 David Wesley • 6 Shannon Brown • 11 Žydrūnas Ilgauskas • 14 Ira Newble • 17 Anderson Varejão • 19 Damon Jones • 20 Eric Snow • 23 LeBron James • 24 Donyell Marshall • 27 Dwayne Jones • 31 Scot Pollard • 32 Larry Hughes • 90 Drew Gooden Entraîneur : Mike Brown |

## Statistiques

### Spurs de San Antonio
| Joueur          | MJ | MC | MPG  | FG%  | 3P%  | FT%  | RPG  | APG | SPG | BPG | PPG  |
| --------------- | -- | -- | ---- | ---- | ---- | ---- | ---- | --- | --- | --- | ---- |
| Brent Barry     | 4  | 0  | 10.6 | 36,4 | 40,0 | 0    | 1.5  | 0.5 | 0.3 | 0.0 | 3.0  |
| Bruce Bowen     | 4  | 4  | 41.7 | 29,6 | 38,9 | 25,0 | 5.5  | 1.3 | 0.5 | 0.3 | 6.0  |
| Tim Duncan      | 4  | 4  | 37.3 | 44,6 | 0    | 62,5 | 11.5 | 3.8 | 1.3 | 2.3 | 18.3 |
| Francisco Elson | 4  | 0  | 11.4 | 100  | 0    | 80,0 | 2.5  | 0.0 | 0.3 | 0.0 | 4.0  |
| Michael Finley  | 4  | 4  | 18.5 | 26,1 | 8,3  | 66,7 | 2.0  | 0.8 | 1.3 | 0.0 | 3.8  |
| Manu Ginóbili   | 4  | 0  | 29.3 | 36,7 | 43,5 | 83,3 | 5.8  | 2.5 | 1.3 | 0.0 | 17.8 |
| Robert Horry    | 4  | 0  | 22.0 | 33,3 | 37,5 | 75,0 | 4.5  | 3.3 | 0.3 | 1.3 | 3.0  |
| Fabricio Oberto | 4  | 4  | 20.8 | 47,1 | 0    | 33,3 | 4.3  | 0.5 | 0.3 | 0.0 | 4.3  |
| Tony Parker     | 4  | 4  | 37.8 | 56,8 | 57,1 | 52,6 | 5.0  | 3.3 | 0.8 | 0.0 | 24.5 |
| Beno Udrih      | 2  | 0  | 0.6  | 0    | 0    | 0    | 0.0  | 0.0 | 0.0 | 0.0 | 0.0  |
| Jacque Vaughn   | 4  | 0  | 10.1 | 57,1 | 0    | 0    | 1.3  | 1.0 | 0.0 | 0.0 | 2.0  |

### Cavaliers de Cleveland
| Joueur              | MJ | MC | MPG  | FG%  | 3P%  | FT%  | RPG  | APG | SPG | BPG | PPG  |
| ------------------- | -- | -- | ---- | ---- | ---- | ---- | ---- | --- | --- | --- | ---- |
| Shannon Brown       | 1  | 0  | 0.0  | 0    | 0    | 0    | 0.0  | 0.0 | 0.0 | 0.0 | 0.0  |
| Daniel Gibson       | 4  | 2  | 34.8 | 43,9 | 31,6 | 100  | 1.8  | 2.5 | 1.5 | 0.0 | 10.8 |
| Drew Gooden         | 4  | 4  | 27.5 | 50,0 | 0    | 87,5 | 8.3  | 0.3 | 0.3 | 0.5 | 12.8 |
| Larry Hughes        | 2  | 2  | 21.9 | 10,0 | 0    | 0    | 2.5  | 1.0 | 0.5 | 0.0 | 1.0  |
| Zydrunas Ilgauskas  | 4  | 4  | 25.8 | 35,1 | 0    | 83,3 | 10.3 | 0.5 | 0.5 | 1.0 | 7.8  |
| LeBron James        | 4  | 4  | 42.6 | 35,6 | 20,0 | 69,0 | 7.0  | 6.8 | 1.0 | 0.5 | 22.0 |
| Damon Jones         | 4  | 0  | 16.2 | 45,5 | 55,6 | 100  | 1.3  | 1.0 | 0.0 | 0.0 | 4.5  |
| Donyell Marshall    | 4  | 0  | 15.3 | 31,3 | 18,2 | 75,0 | 2.3  | 1.3 | 0.8 | 0.0 | 3.8  |
| Ira Newble          | 1  | 0  | 10.  | 0    | 0    | 0    | 1.0  | 0.0 | 0.0 | 0.0 | 0.0  |
| Aleksandar Pavlović | 4  | 4  | 31.7 | 36,4 | 41,7 | 33,3 | 2.5  | 0.8 | 0.5 | 0.0 | 9.8  |
| Scot Pollard        | 1  | 0  | 0.9  | 0    | 0    | 0    | 0.0  | 0.0 | 0.0 | 0.0 | 0.0  |
| Eric Snow           | 4  | 0  | 10.2 | 40,0 | 0    | 50,0 | 1.0  | 2.3 | 0.3 | 0.3 | 1.3  |
| Anderson Varejão    | 4  | 0  | 24.5 | 66,7 | 0    | 62,5 | 5.3  | 0.8 | 1.3 | 0.5 | 7.5  |